# La traversée du désir
La Traversée du désir è un documentario del 2009 prodotto e diretto da Arielle Dombasle e presentato in anteprima alla Fondazione Cartier per l'arte contemporanea.

## Trama
Arielle Dombasle all'interno del documentario pone la stessa domanda (“Qual è stato il tuo primo desiderio?") in modo singolare a molte personalità di ambiti differenti, tra gli altri vi sono: Claudia Cardinale, Nicolas Sarkozy,  Mickey Rourke, Jeanne Balibar,  Karl Lagerfeld, Kylie Minogue, Jacques Chirac, Christian Louboutin e Fanny Ardant.